# Anu Arbad
Anu Arbad (nep. आरु अर्बाङ) – gaun wikas samiti w zachodniej części Nepalu w strefie Gandaki w dystrykcie Gorkha. Według nepalskiego spisu powszechnego z 2001 roku liczył on 956 gospodarstw domowych i 5012 mieszkańców (2696 kobiet i 2316 mężczyzn).